# Stare Miasto Namysłów

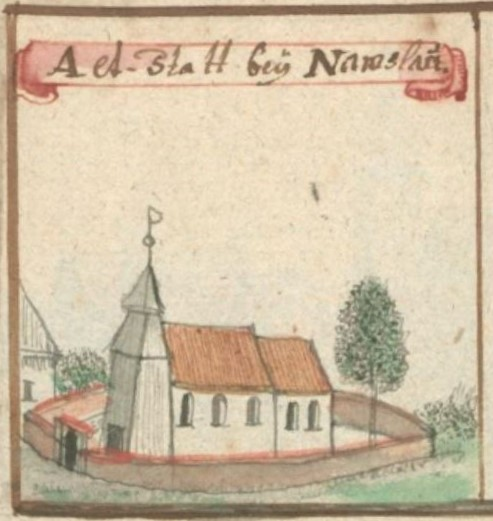
Kirche in Altstadt – Zeichnung aus dem 18. Jahrhundert

Stare Miasto Namysłów (deutsch: Altstadt) ist ein Stadtteil von Namysłów (Namslau) in der Woiwodschaft Opole in Polen.

## Geographie
Das Angerdorf Stare Miasto Namysłów liegt zwei Kilometer nordöstlich von Namslau in der Nizina Śląska (Schlesische Tiefebene) am rechten Ufer der Widawa (Weide), einem rechten Zufluss der Oder.
Nachbarorte von Stare Miasto Namysłów sind im Südwesten Namysłów (Namslau) und im Nordosten Józefków (Jauchendorf).

## Geschichte
Der Ort entstand im 13. Jahrhundert als eine slawische Siedlung. 1233 wurde erstmals ein Kaplan von „Namizlow“ erwähnt, der die Gegend deutschrechtlich umgesetzt haben soll. 1239 wurde für die Siedlung ein hölzerner Wirtschaftshof erwähnt. Nach der Zerstörung während des Feldzugs der Goldenen Horde 1241 wurde Namslau im Jahre 1249 neu gegründet und von Boleslaw II. von Schlesien mit Stadtrechten versehen. Zur Abgrenzung zur deutschrechtlich gegründeten Siedlung erhielt die ursprünglich slawische Siedlung den Namen Altstadt. 1286 wurde im Ort erstmals eine Kirche erwähnt. Für 1278 ist die Schreibweise Antiquum Namslaw und für 1353 Antiqum civitas belegt.
Nach dem Ersten Schlesischen Krieg 1742 fiel Altstadt mit dem größten Teil Schlesiens an Preußen.
Nach der Neuorganisation der Provinz Schlesien gehörte die Landgemeinde Altstadt ab 1816 zum Landkreis Namslau im Regierungsbezirk Breslau. 1845 bestanden im Dorf eine katholische Kirche, ein Vorwerk, eine Freischoltisei und 29 Häuser. Im gleichen Jahr lebten in Altstadt 229 Einwohner, davon 40 katholisch. 1874 wurde der Amtsbezirk Deutsch Marchwitz gegründet, dem die Landgemeinden Altstadt, Deutsch Marchwitz, Jauchendorf, Obischau Hospitalanteil, Obischau Kaulwitzer Anteil und Obischau Königlicher Anteil sowie die Gutsbezirke Altstadt und Jauchendorf eingegliedert wurden. 1933 zählte Altstadt 294, 1939 187 Einwohner. Bis 1945 gehörte der Ort zum Landkreis Namslau.
Als Folge des Zweiten Weltkriegs fiel Altstadt mit dem größten Teil Schlesiens an Polen und wurde in Stare Miasto Namysłów umbenannt. Die deutsche Bevölkerung wurde, soweit sie nicht vorher geflohen war, vertrieben. Die neu angesiedelten Bewohner waren teilweise Zwangsumgesiedelte aus Ostpolen, das an die Sowjetunion gefallen war.
Von 1945 bis 1950 gehörte Stare Miasto Namysłów zur Woiwodschaft Schlesien. 1950 wurde es der Woiwodschaft Oppeln zugeteilt. 1999 wurde es Teil des wiedergegründeten Powiat Namysłowski.

## Sehenswürdigkeiten
- Die römisch-katholische Unbefleckte Empfängnis-Kirche wurde 1286 erstmals erwähnt. Der Chor entstand im 14. Jahrhundert. Im 15. Jahrhundert wurde der Kirchenbau erweitert. Während des Zweiten Weltkriegs wurde die Kirche im Januar 1945 teilweise zerstört und nach 1945 wieder aufgebaut.
- Das Schloss Altstadt wurde 1901 errichtet.[3]
- Historisches Mühlengebäude an der Weide.